# Varnița (okręg Arad)
Varnița – wieś w Rumunii, w okręgu Arad, w gminie Șiștarovăț. W 2011 roku liczyła 4 mieszkańców. 